# Keene (Nou Hampshire)
Keene és la població dels Estats Units d'Amèrica i seu del comtat de Cheshire a l'estat de Nou Hampshire . Segons el cens del 2007 tenia 22.893 habitants.

## Demografia
Segons el cens del 2000 Keene tenia 22.955 habitants, 9.013 habitatges, i 5.118 famílies. La densitat de població era de 233,5 habitants per km².
Dels 9.013 habitatges en un 26,8% hi vivien nens de menys de 18 anys, en un 43,8% hi vivien parelles casades, en un 9,7% dones solteres, i en un 43,2% no eren unitats familiars. En el 31,5% dels habitatges hi vivien persones soles el 12,4% de les quals corresponia a persones de 65 anys o més que vivien soles. El nombre mitjà de persones vivint en cada habitatge era de 2,27 i el nombre mitjà de persones que vivien en cada família era de 2,86.
Per edats la població es repartia de la següent manera: un 19,6% tenia menys de 18 anys, un 18,9% entre 18 i 24, un 24,7% entre 25 i 44, un 21,6% de 45 a 60 i un 15,2% 65 anys o més.
L'edat mediana era de 35 anys. Per cada 100 dones de 18 o més anys hi havia 83,8 homes.
La renda mediana per habitatge era de 37.033$ i la renda mediana per família de 49.935$. Els homes tenien una renda mediana de 32.720$ mentre que les dones 25.488$. La renda per capita de la població era de 20.544$. Entorn del 5,2% de les famílies i el 10,7% de la població estaven per davall del llindar de pobresa.

## Poblacions properes
El següent diagrama mostra les poblacions més properes.